# Slovenska Bistrica
Slovenska Bistrica (njemački: Windisch-Feistritz) je grad i središte istoimene općine u sjevernoistočnoj Sloveniji, između Celja i Maribora. Grad pripada pokrajini Štajerskoj i statističkoj regiji Podravskoj.

## Stanovništvo
Prema popisu stanovništva iz 2002. godine Slovenska Bistrica je imala 6.591 stanovnika.

## Vanjske poveznice
- Službena stranica općine
- Satelitska snimka grada  Arhivirana inačica izvorne stranice od 29. srpnja 2017. (Wayback Machine)